# Objectif à focale fixe

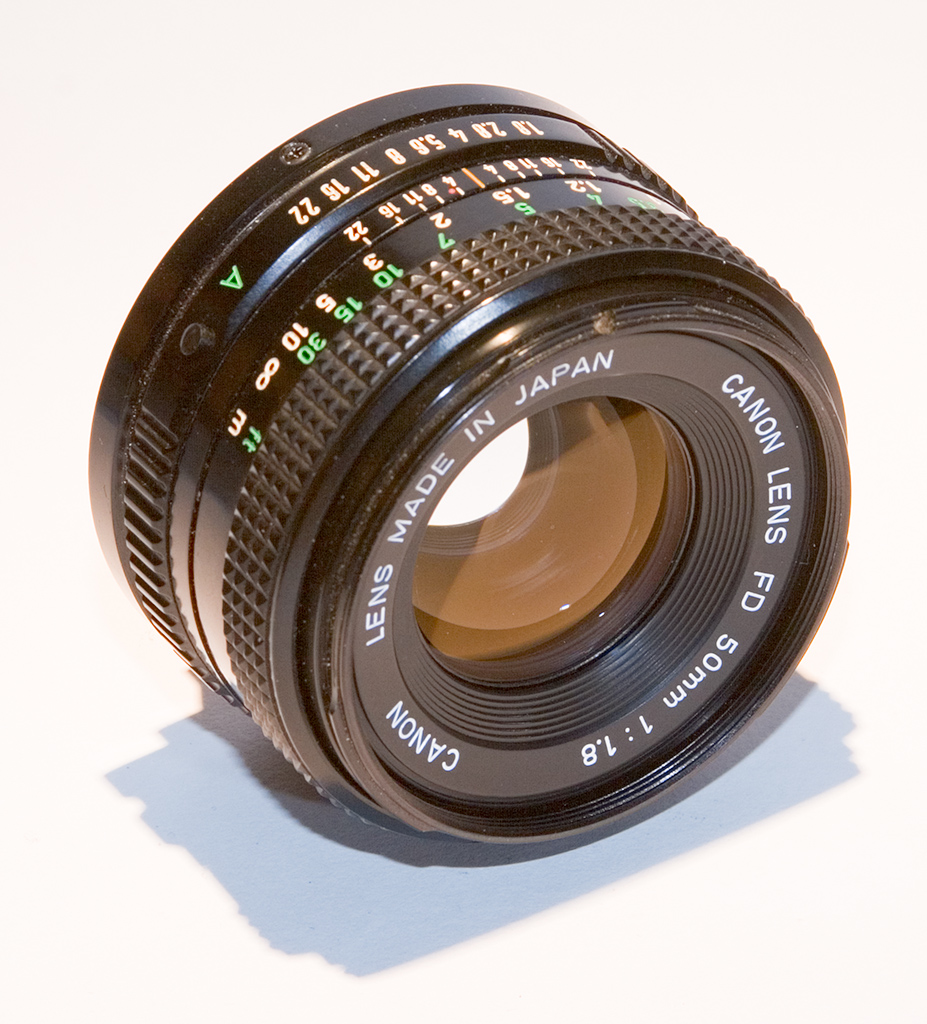
Focale fixe de 50 mm pour appareil photographique reflex mono-objectif.

En photographie, un objectif à focale fixe est un objectif dont la distance focale ne varie pas, contrairement au zoom.
Le grand public opte plutôt pour le zoom, pour le côté pratique de sa polyvalence ; s’il est nécessairement de qualité inférieure à une focale fixe, il reste d’une « qualité » suffisante au vu des besoins.
À qualité égale, une focale fixe a une formule optique beaucoup plus simple qu'un zoom couvrant la même focale, et est donc beaucoup plus légère et moins chère toutes choses égales par ailleurs. À prix comparable, inversement, une focale fixe offre donc en principe une meilleure qualité d’image qu’un zoom. C’est pourquoi de nombreux photographes, professionnels ou même amateurs, préfèrent disposer de plusieurs objectifs à focale fixe plutôt que d'un zoom pour réaliser leurs prises de vues.
Les avantages principaux de la focale fixe sont une ouverture supérieure, une masse et un encombrement moindre, une mise au point minimale inférieure, un rendement optique[Quoi ?] stable et une correction optimale des aberrations géométriques et chromatiques.
De nombreuses focales dites « fixes » voient en réalité leur distance focale varier avec la mise au point : c'est le cas des objectifs destinés à la macrophotographie notamment. Mais cette variation (non contrôlable par l'utilisateur) est un effet de leur formule optique, et ne résulte pas d'un zoom.